# Арпад
А́рпад (венг. Árpád; между 845 и 855 — 907) — правитель союза венгерских племён (великий князь). Основатель династии Арпадов.

## Биография
Арпад был сыном дьюлы (воеводы) Альмоша. Венгерский историк Дьюла Кристо полагает, что имя вождя происходит от тюркского слова árpa (ячмень). В 889 году Арпад унаследовал отцовский титул. Вплоть до 904 года, по традиции, заимствованной венграми у хазар, он делил власть с соправителем Курсаном, носившим титул кендю.
Арпад руководил венграми во время набега на Великоморавскую державу (892), войны с болгарами на стороне Византии (894—896), похода в Ломбардию по просьбе восточно-франкского короля Арнульфа. Под его руководством произошло переселение древневенгерской конфедерации племён на их нынешнюю территорию, так называемая «Эпоха завоевания родины на Дунае», когда в 896 году венгры, вытесненные печенегами, перешли через Карпаты и поселились в Среднем Подунавье. В 900—901 годах венгры под предводительством Арпада окончательно разгромили Блатенское княжество. После чего Арпад повелел полководцу Юхутуму завоевать Трансильванию, где венграм оказали поддержку секеи — потомки гуннов.
Согласно традиции, отражённой Константином Багрянородным, у Арпада было четыре сына: Таркапус (Тархош, Таркчау), Иелах (Юлее, Елек), Иутоцус (Юташ), Жольт (Залтас), а по другим данным — ещё и сын Лиюнтика (Левенте). 

## В культуре
- Художественный фильм «Покорение» (Honfoglalás, 1996; Венгрия) режиссёр Габор Кольтаи, в роли Арпада Франко Неро.

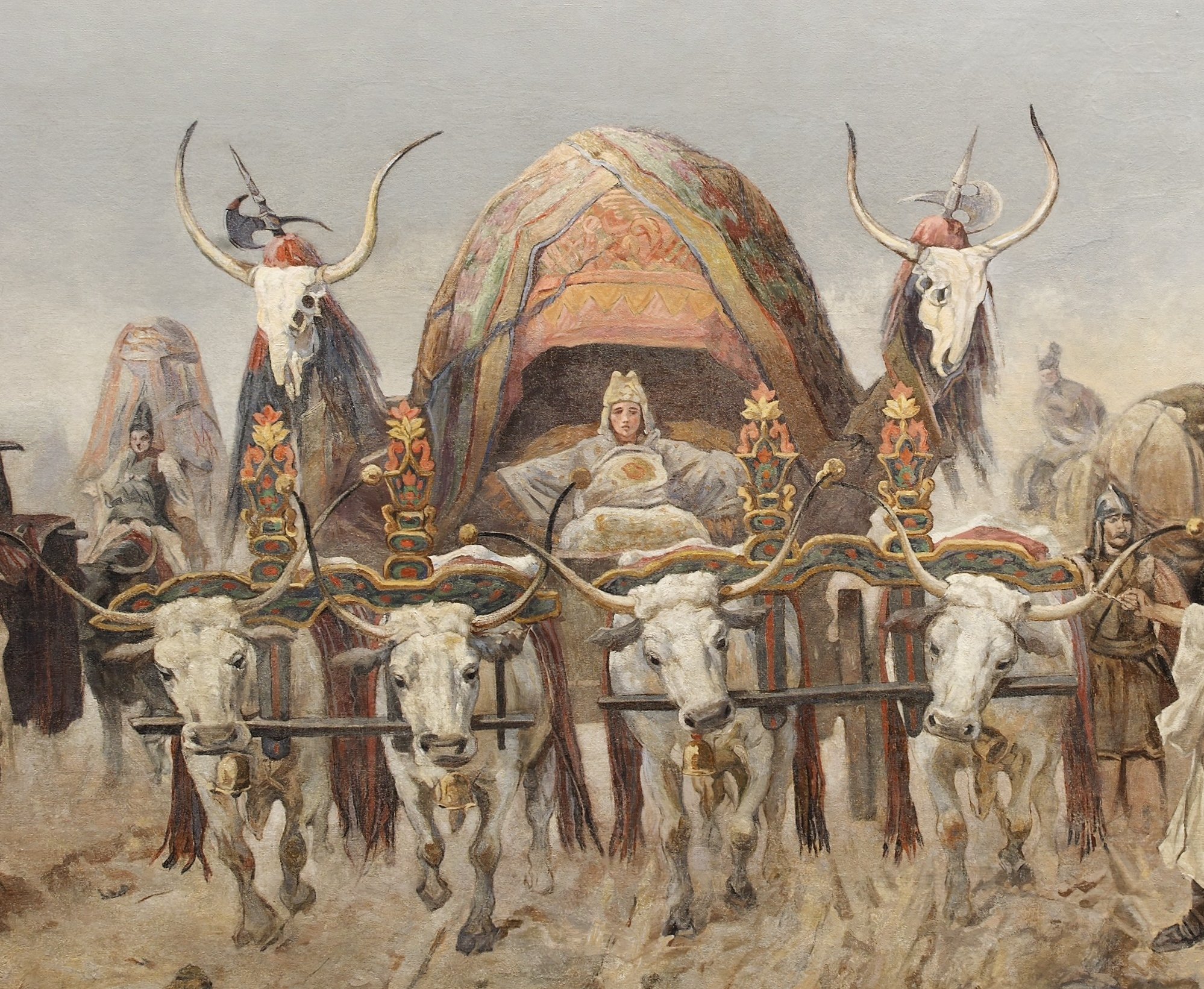
Арпадова жена - деталь панорамы «Прибытие венгров[англ.]» художника Арпада Фести. Упустасерский парк национального наследия[англ.] в Венгрии.
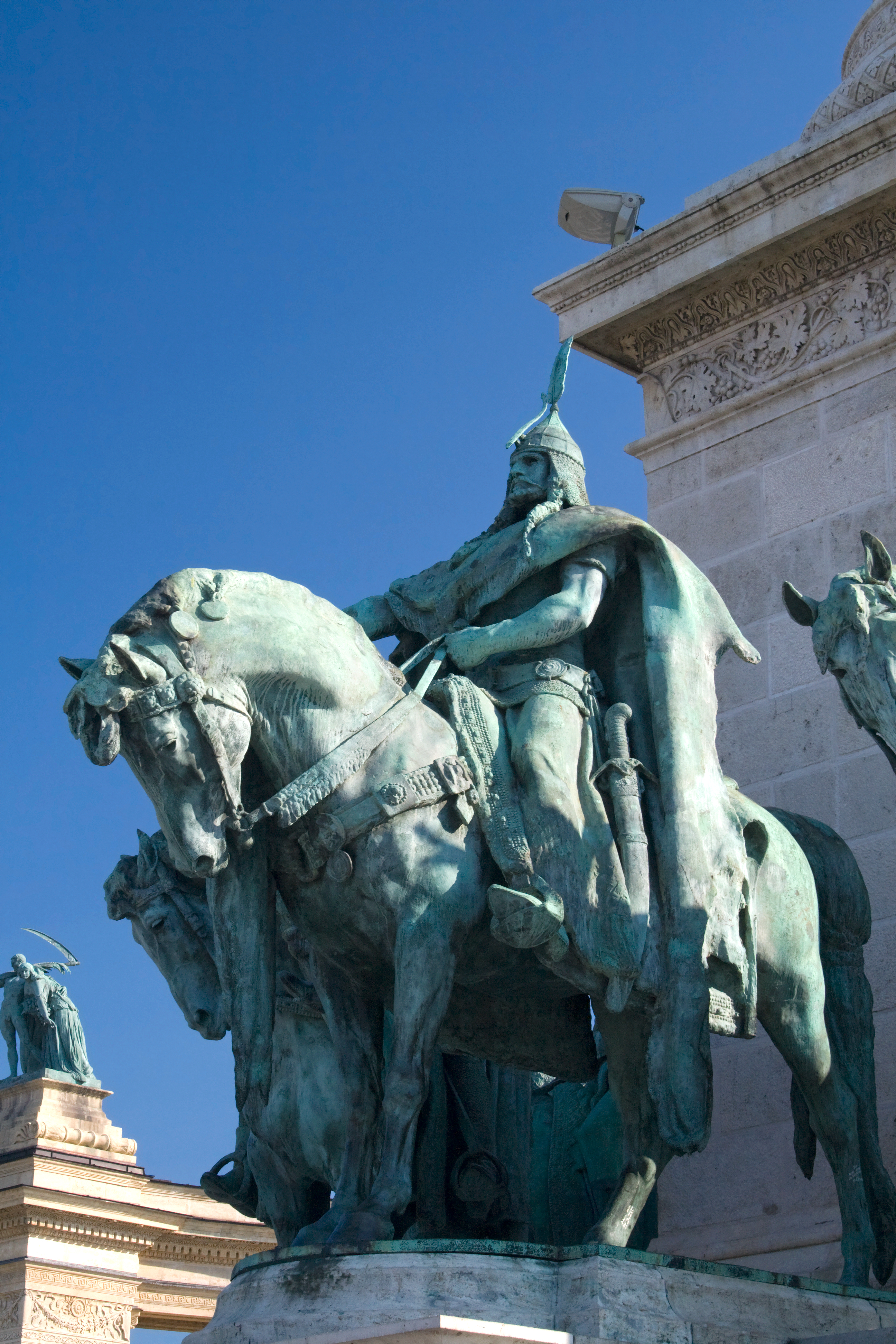
Великий князь Арпад. Скульптура на Площади Героев в Будапеште
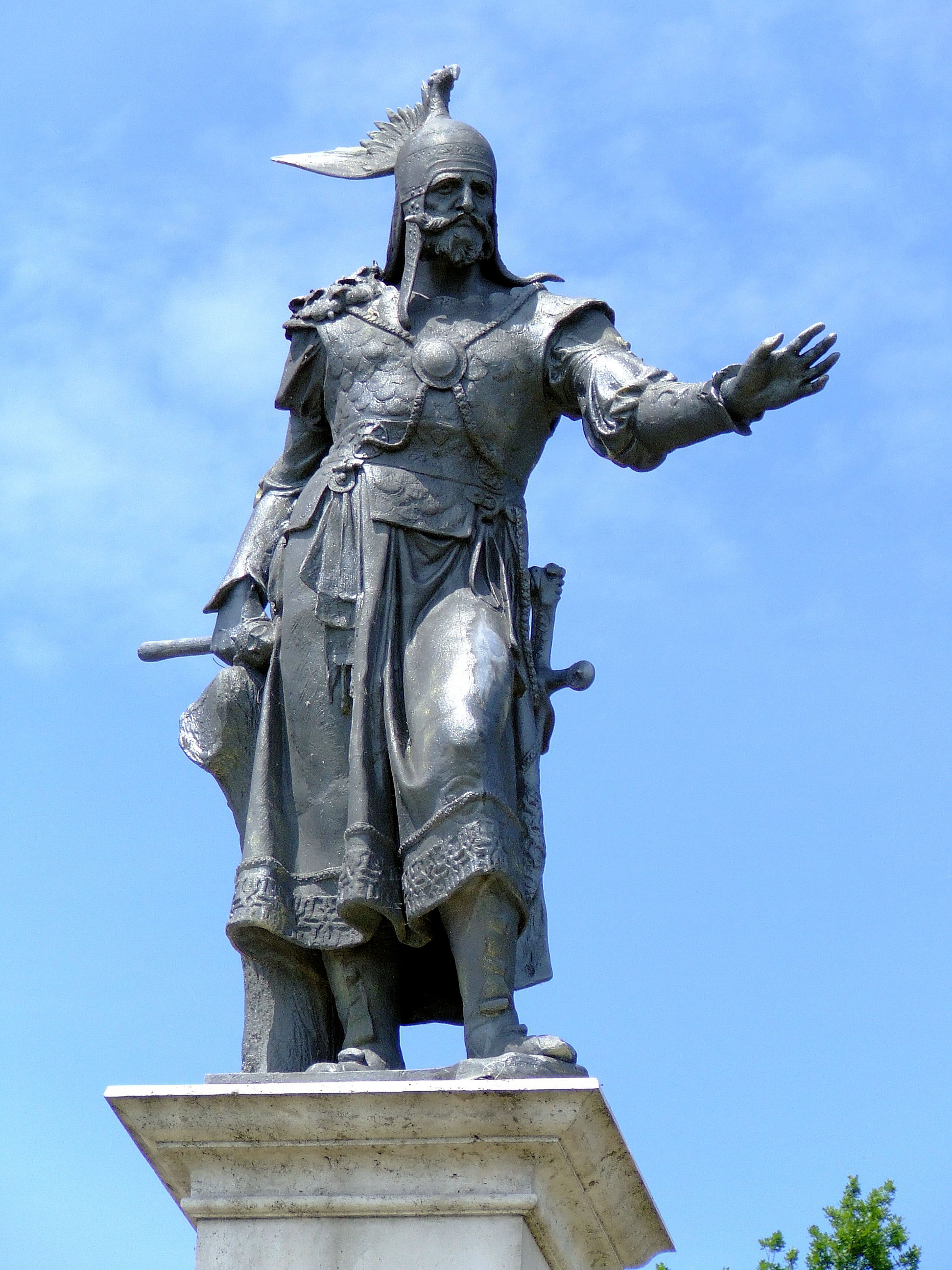
Скульптура Арпада в городе Рацкеве
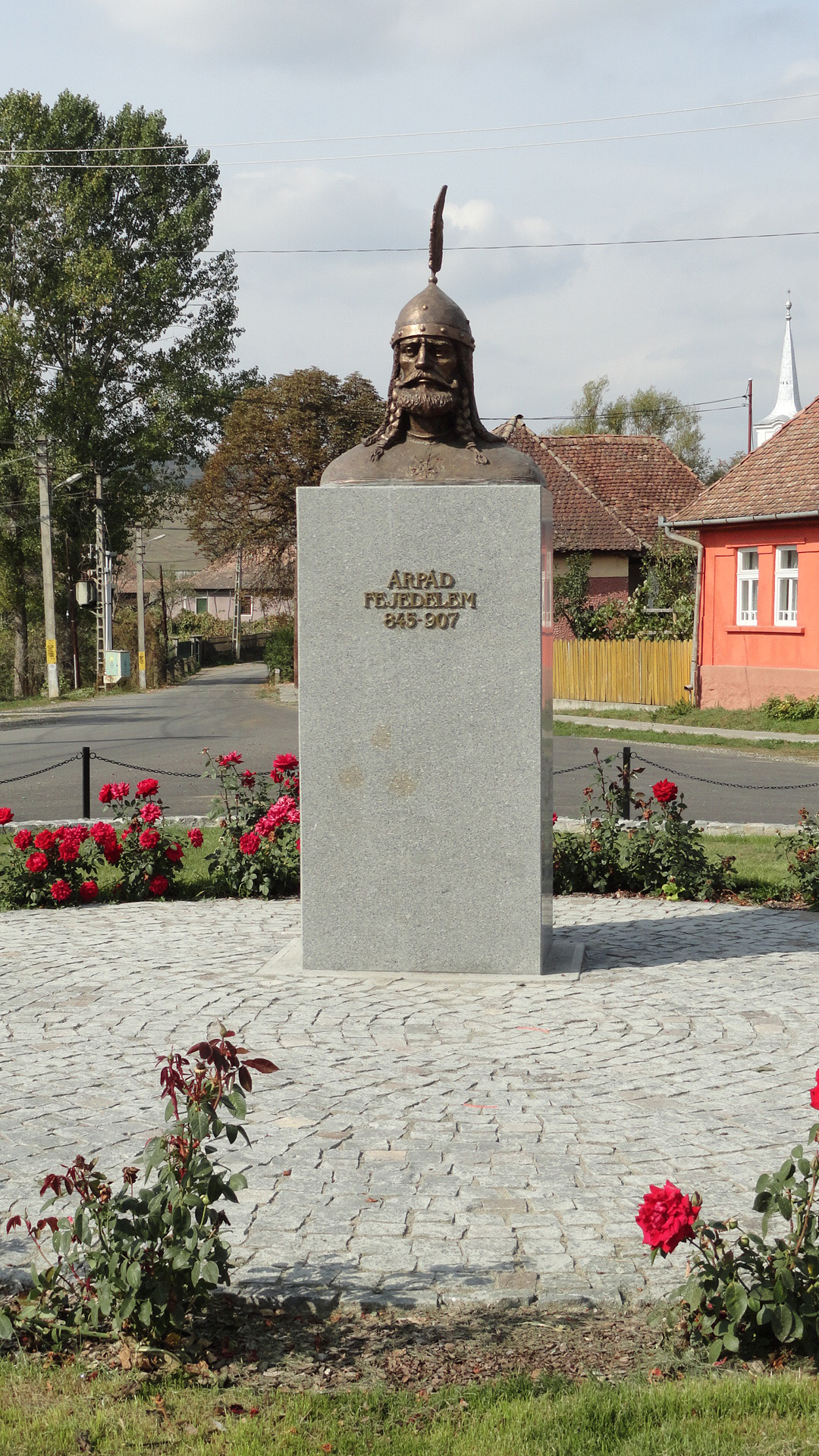
Статуя в Берени, Румыния
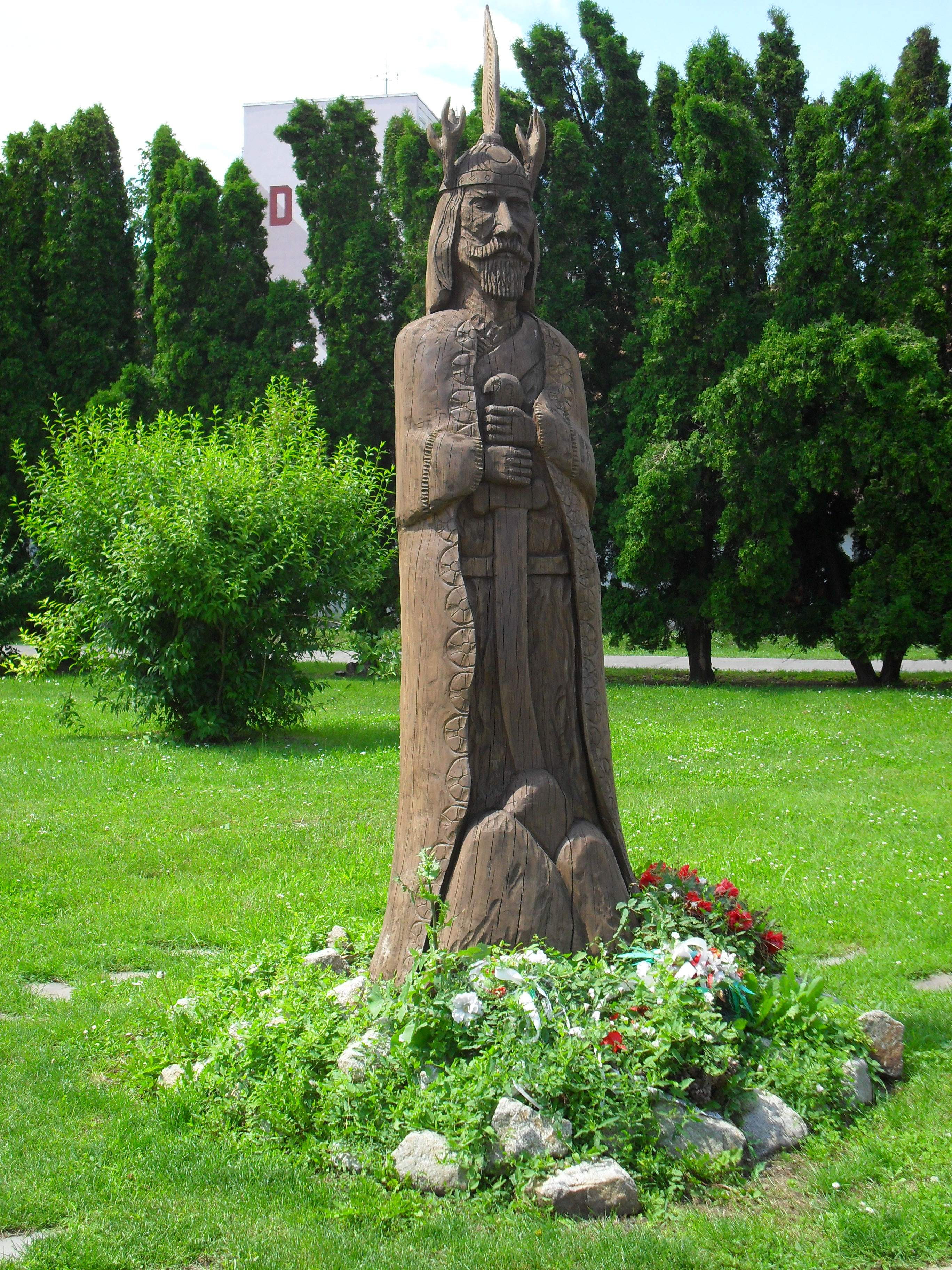
Статуя Арпаду в Вельки-Медере, Словакия